# Skippy (chien)
Pour les articles homonymes, voir Skippy et Asta.
Skippy est un chien de type fox-terrier, aussi connu sous le nom d'Asta. Il est né en 1931 ou 1932 et est apparu dans une douzaine de films dans les années 1930.
Il a été élevé et dressé par l'actrice Gale Henry et son mari Henry East dans leur élevage situé à côté d'Hollywood.
En raison de la popularité de Skippy dans les films de la série des Thin man de W. S. Van Dyke (L'Introuvable, Nick, gentleman détective et Nick joue et gagne), il est crédité sous le nom Asta,.
Un reportage lui est consacré en 1938 dans le magazine américain The American Magazine sous le titre A Dog’s Life in Hollywood.
Skippy arrête sa carrière cinématographique en 1939 à l'âge de huit ans. Dans les films où Asta est crédité après 1940, c'est en fait un autre fox-terrier qui apparaît à l'écran.

## Filmographie

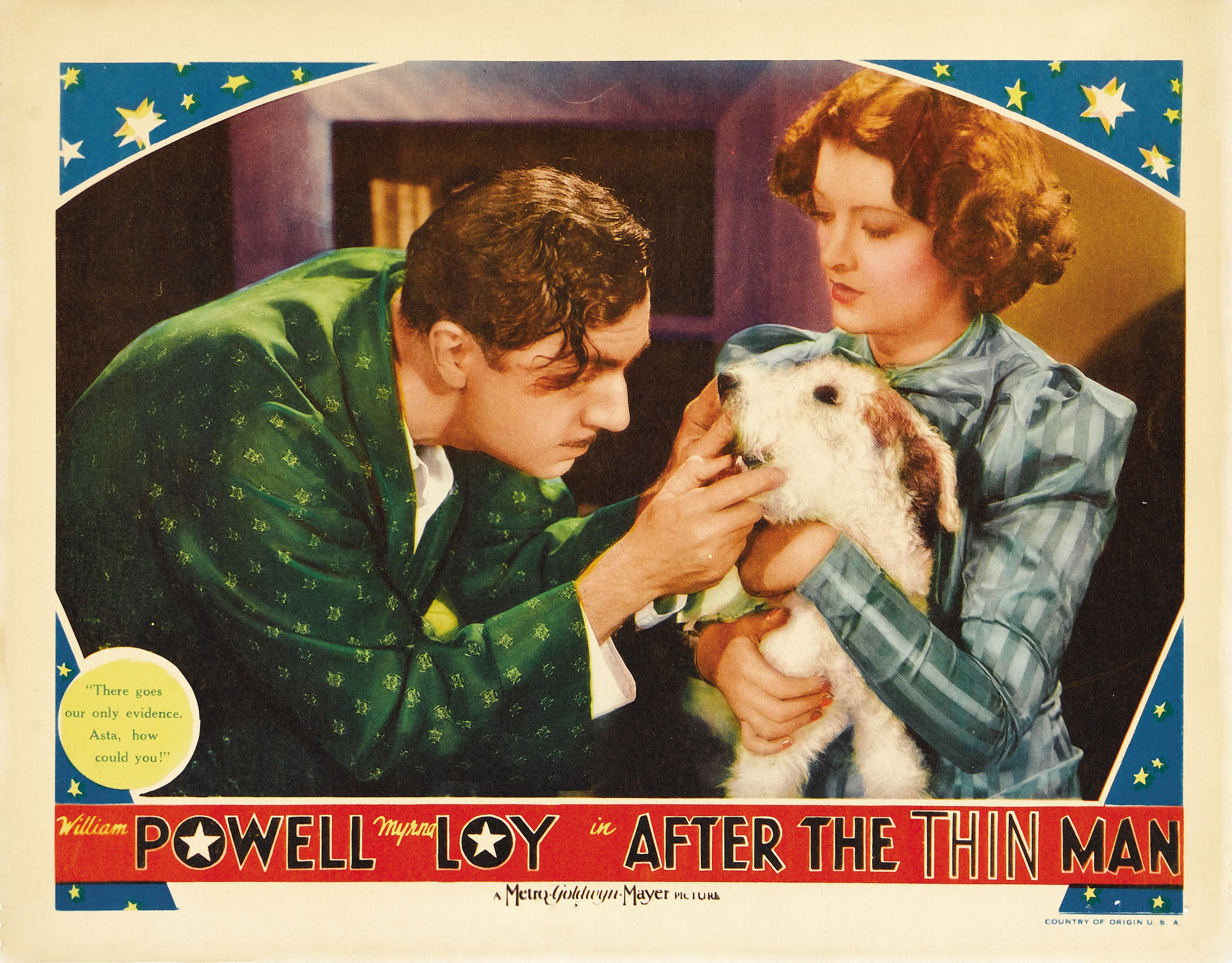
Dans Nick, gentleman détective (After the Thin Man).

- 1932 : The Half Naked Truth (non crédité)
- 1933 : Meurtre au chenil
- 1934 : L'Introuvable (The Thin Man) de W. S. Van Dyke : Asta
- 1934 : Fog Over Frisco : Ragsy
- 1934 : L'Oiseau de feu (The Firebird) de William Dieterle : Rex
- 1935 : Lottery Lover : Pom Pom (crédité en tant que Skippy)[5]
- 1935 : It's a Small World d'Irving Cummings
- 1936 : Nick, gentleman détective (After the Thin Man) de W. S. Van Dyke
- 1937 : Cette sacrée vérité (The Awful Truth) : Mr. Smith
- 1938 : L'Impossible Monsieur Bébé (Bringing Up Baby) : George (crédité en tant qu'Asta)[5]
- 1938 : I Am the Law : Habeas (crédité en tant qu'Asta)[5]
- 1939 : Keep Smiling (en) de Monty Banks : Skip (crédité en tant que Skippy)
- 1939 : Nick joue et gagne (Another Thin Man)
- 1940 : I'm Still Alive
- 1941 : L'Ombre de l'Introuvable
- 1941 : Scandale à Honolulu
- 1944 : L'introuvable rentre chez lui

## Galerie

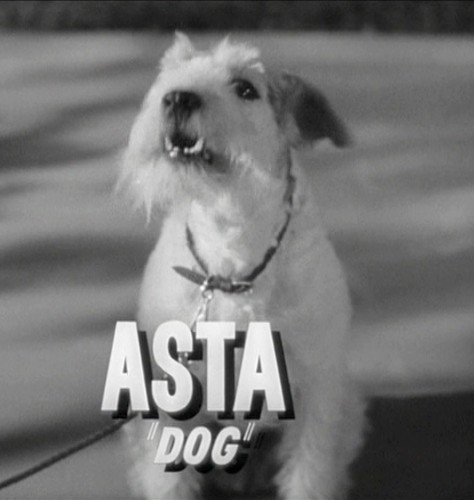
Asta.
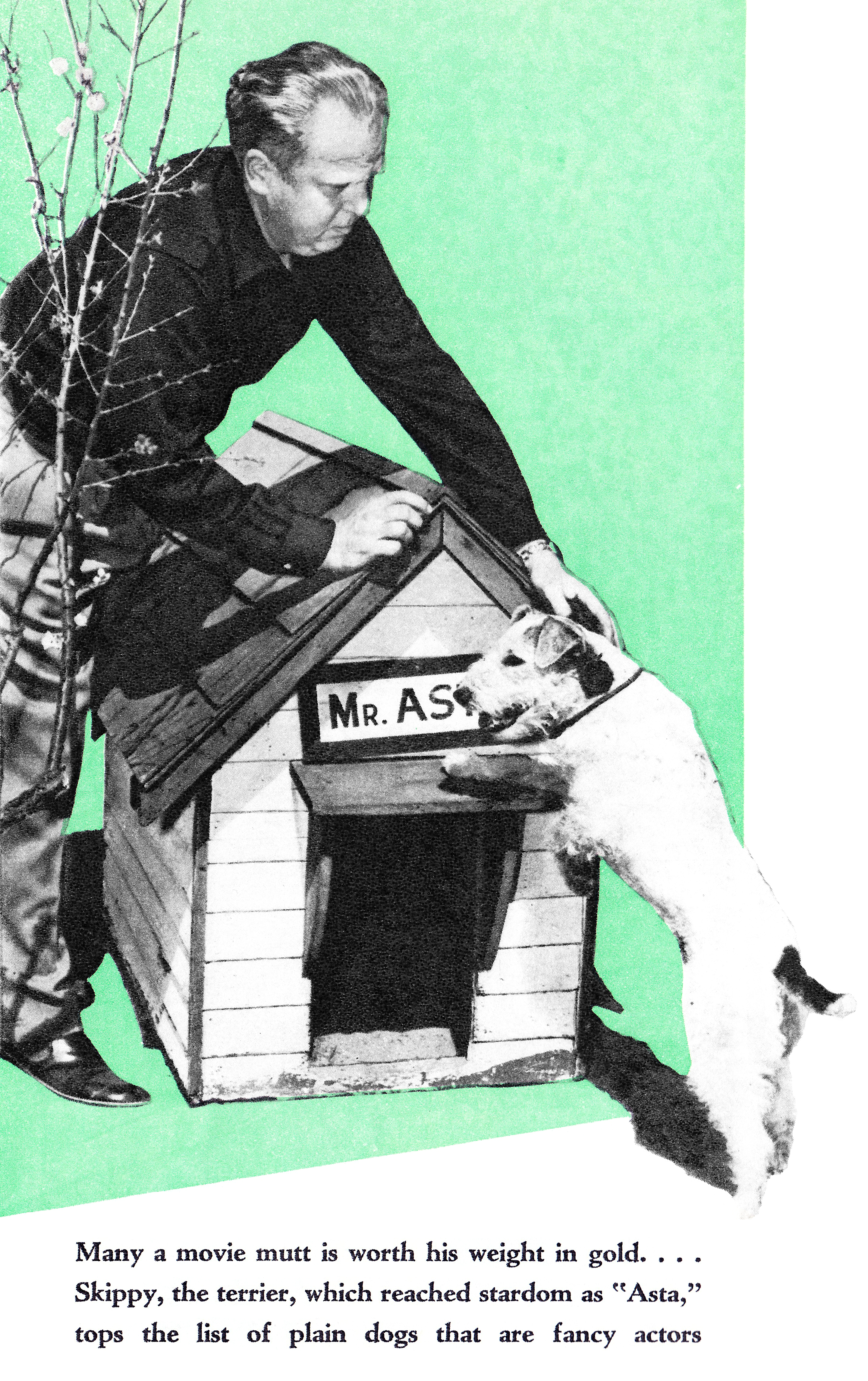
Skippy avec son dresseur Henry East.
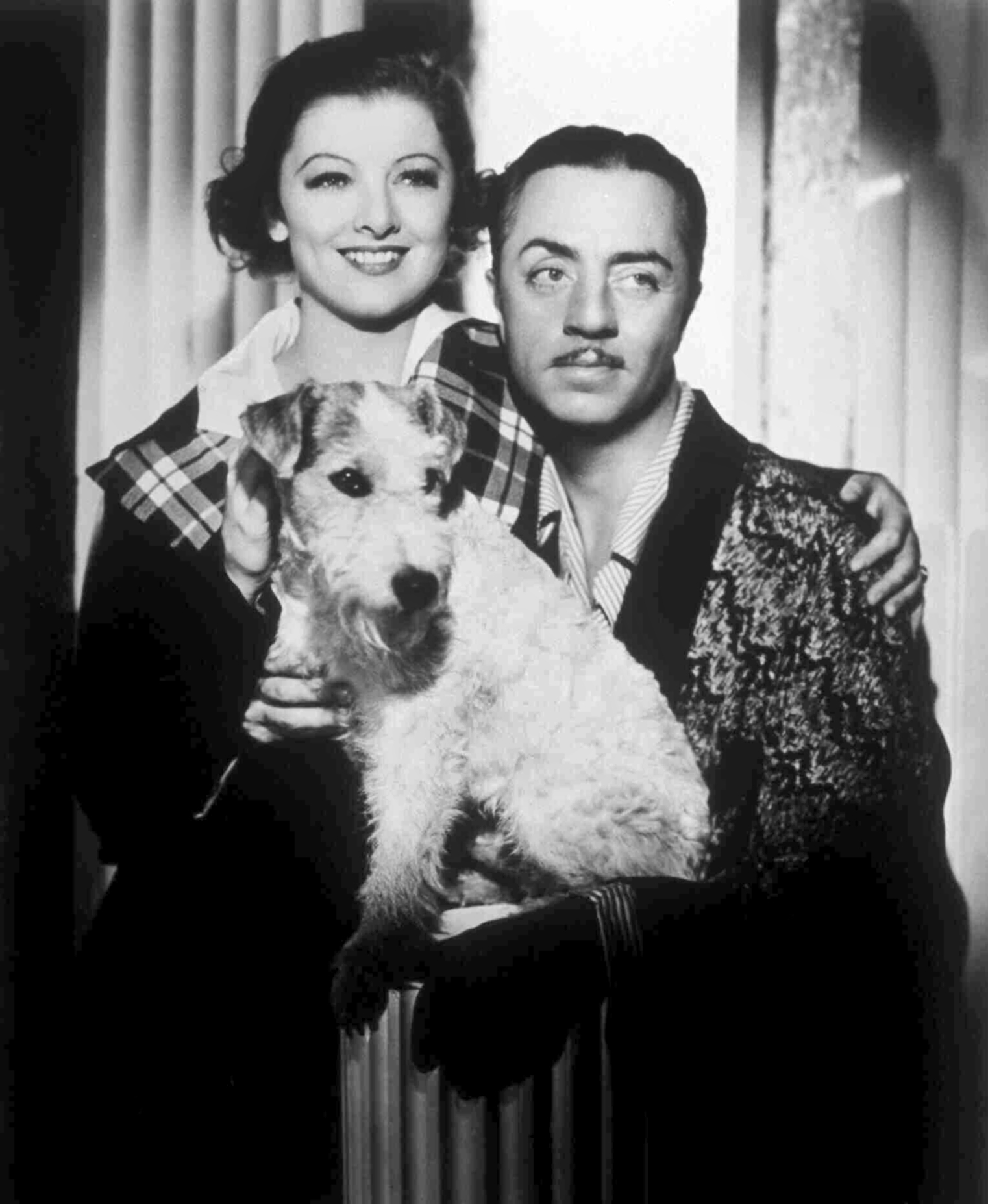
Skippy avec William Powell et Myrna Loy dans The Thin Man.
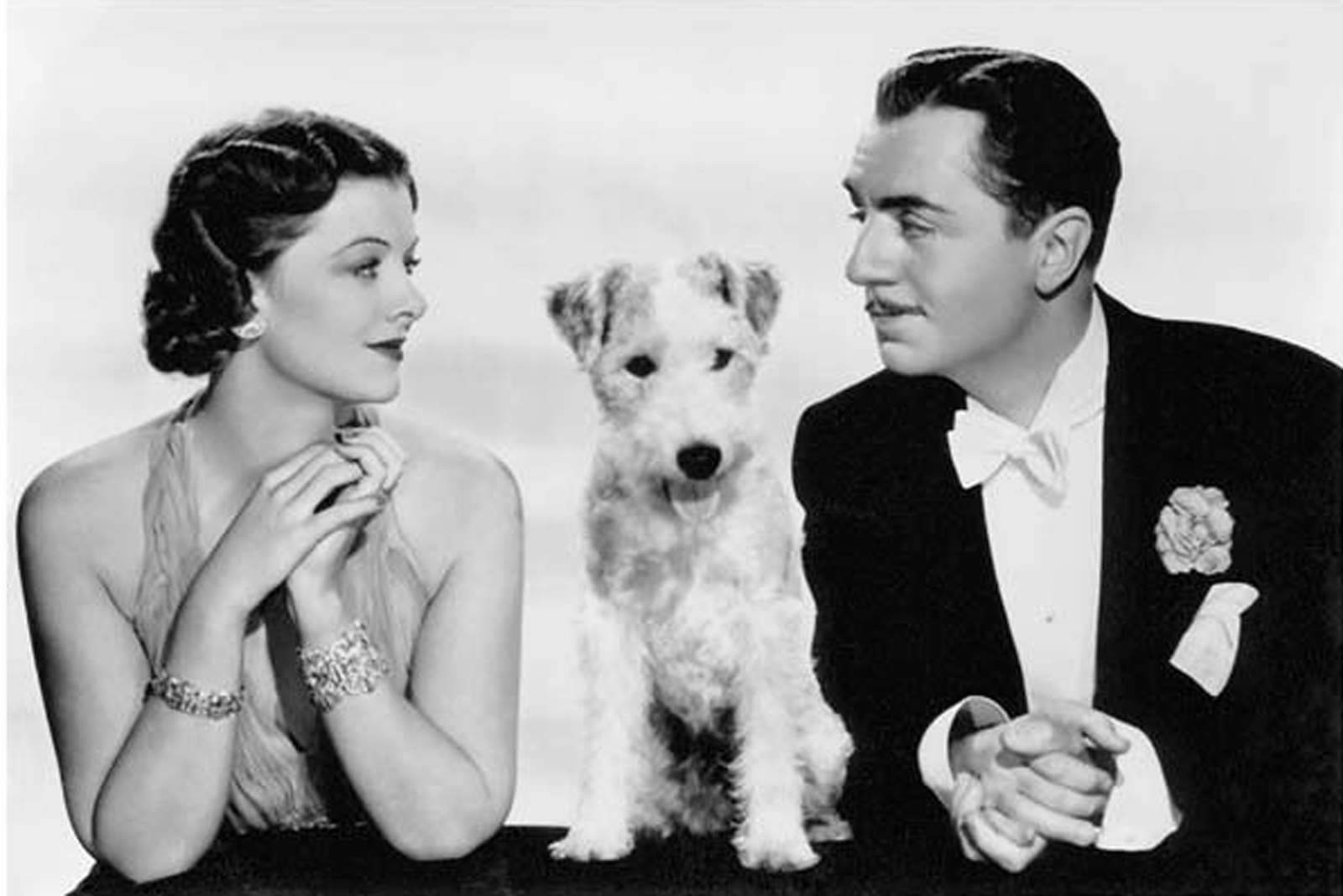
Photo promotionnelle en 1936.